# Eumorpha typhon
Espèce
Eumorpha typhon est une espèce d'insectes lépidoptères de la famille des Sphingidae, sous-famille des Macroglossinae, de la tribu des Philampelini et du genre Eumorpha.

## Description
L'envergure varie de 57 à 64 mm. La partie supérieure des ailes est brun rouge foncé avec des bandes brun pâle. Chaque aile postérieure a une tache rose le long de la marge costale et une tache blanche triangulaire sur la partie externe de la marge interne.

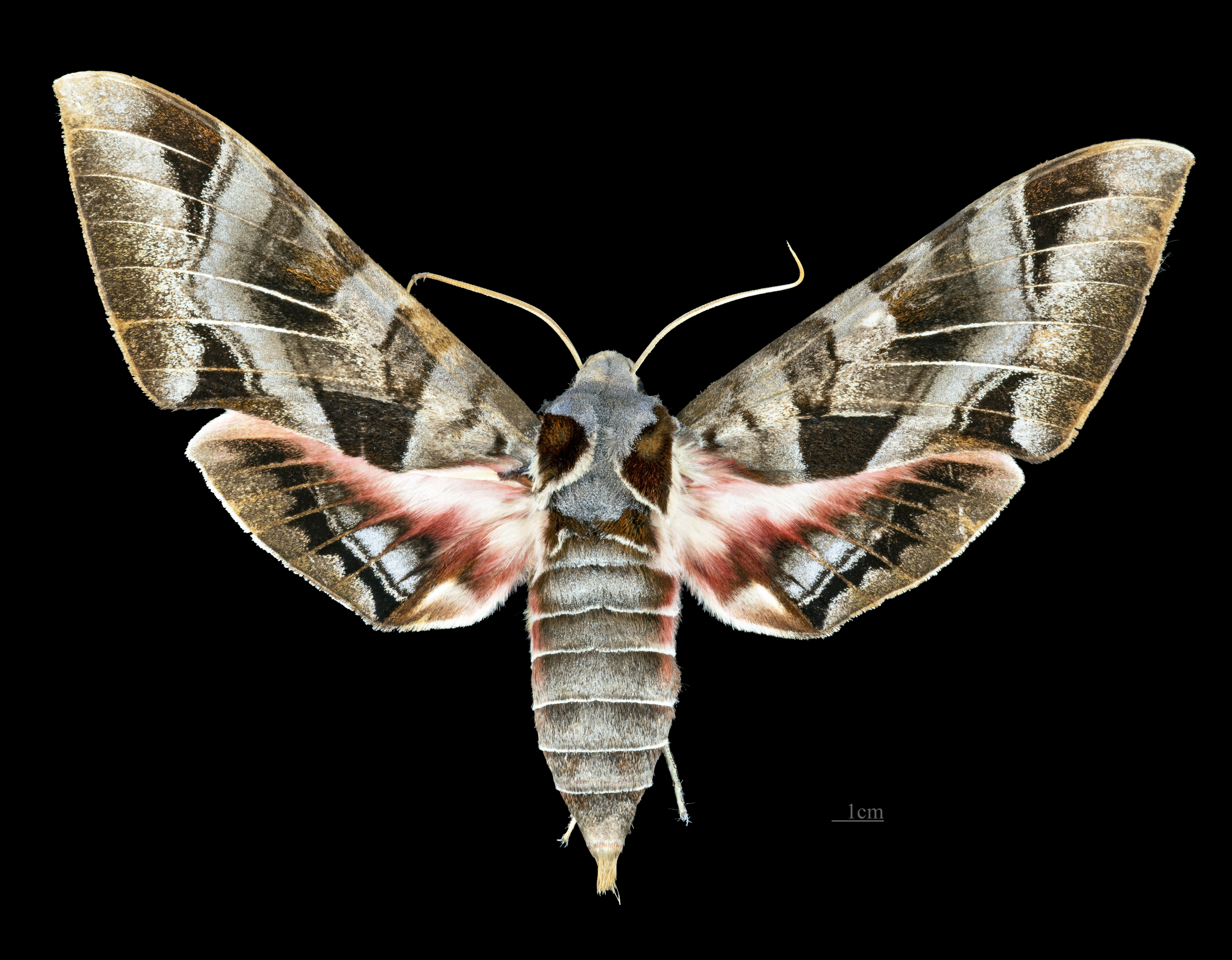
Face dorsale de la femelle (coll.MHNT)
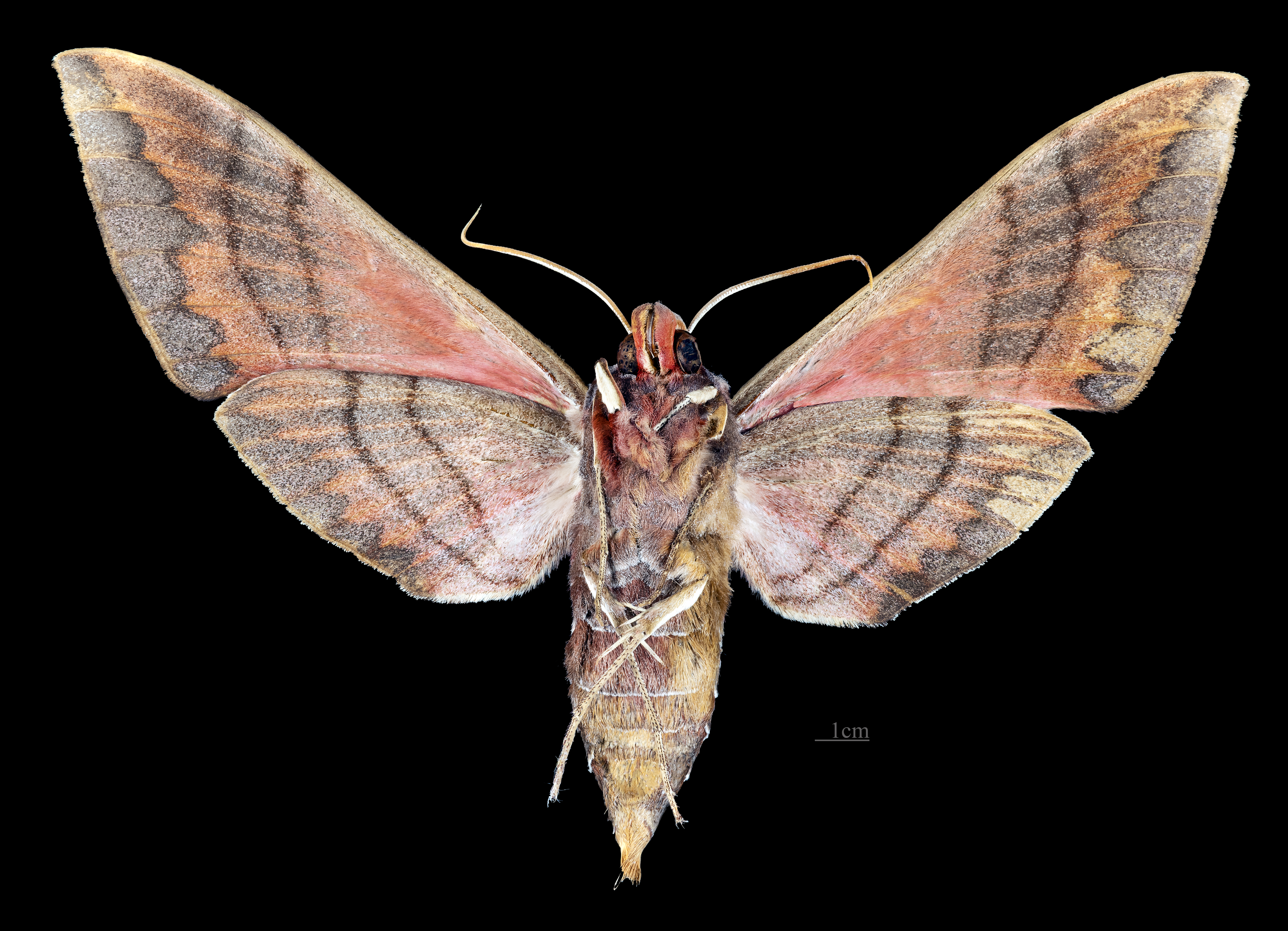
Face ventrale de la femelle (coll.MHNT)

## Distribution
Cette espèce vit au Honduras, au nord à travers le Mexique jusqu'au sud de l'Arizona.

## Biologie
Les adultes volent de juin à août dans la partie  Les adultes se nourrissent du nectar de diverses fleurs.
Les chenilles se nourrissent de diverses espèces de vignes. La métamorphose a lieu dans un sol peu profond.

## Systématique
- L'espèce Eumorpha typhon a été décrite par le naturaliste Johann Christoph Friedrich Klug en 1836 sous le nom initial de Sphinx typhon[1].
- La localité type est le Mexique.

### Synonymie
- Sphinx typhon Klug, 1836 protonyme
- Philampelus typhon Godman & Salvin, 1881 [2]